# 蔡平 (愛達荷州)
蔡平（英語：Chapin）是位於美國愛達荷州提頓縣的一個非建制地區。該地的面積和人口皆未知。

## 地理
蔡平的座標為43°38′36″N 111°06′39″W / 43.64333°N 111.11083°W，而該地的平均海拔高度為1876米（即6155英尺）。